# Cora Burggraaf
Cora Burggraaf (Oosterhout, 1977) is een Nederlandse mezzosopraan.

## Opleiding
Burggraaf studeerde cum laude af aan het Koninklijk Conservatorium bij Maria Acda. Daarna studeerde ze verder in Engeland bij de Benjamin Britten International Opera School aan het Royal College of Music bij Lillian Watson. Ze eindigde haar studie in 2004 bij de National Opera Studio. Ze volgde nog masterclasses bij Elizabeth Söderström, Margo Garrett, Thomas Quasthoff, Roger Vignoles, Thomas Hampson en Sir Thomas Allen. Haar studie in Londen werd bekostigd door een beurs van het Fonds voor de Podiumkunsten en het Prins Bernhard Cultuurfonds.

## Prijzen en onderscheidingen
Burggraaf won in 2001 de tweede prijs bij de National Mozart Competition. In 2003 won ze de Miriam Licette Scholarship en de Maggie Teyte Prize. Bij het Internationale Vocalisten Concours van 's Hertogenbosch in 2004 behaalde ze de tweede prijs. In 2006 werd haar de Elisabeth Evertsprijs toegekend, en eind 2009 de VSCD-prijs in de categorie 'nieuwe generatie musici'. In 2009/2010 kreeg ze de ECHO Rising Star Award.

## Activiteiten
As operazangeres was Burggraaf onder andere actief tijdens de Salzburger Festspiele, het Royal Opera House in Londen, La Scala Milaan, de San Francisco Opera, de Welsh National Opera, De Nederlandse Opera, Garsington Opera, Opéra de Bordeaux, het festival van Aix-en-Provence, de BBC Proms en het Gergiev Festival.
Ze maakte haar acteerdebuut met Theater Artemis en in het solo-optreden als Ophelia met het OT Theater Rotterdam. In dit programma combineerde ze liederen van Richard Strauss en Ernest Chausson met gesproken tekst van de dichter Bernlef.
Burggraaf werkte met dirigenten als Yannick Nézet-Séguin, Emmanuelle Haïm, Marc Minkowski, Seiji Ozawa, Jaap van Zweden, Steuart Bedford, Philippe Herreweghe, Nikolaus Harnoncourt, Frans Brüggen, Neeme Järvi en Peter Eötvös.
Als recitalzangeres gaf ze concerten in zalen als het Concertgebouw in Amsterdam, Wigmore Hall in Londen en de Frick Collection in New York.